# Lijst van voetbalinterlands Argentinië - China
Deze lijst van voetbalinterlands is een overzicht van alle officiële voetbalwedstrijden tussen de nationale teams van Argentinië en China. De landen hebben tot op heden een keer tegen elkaar gespeeld. Dat was een vriendschappelijk duel op 20 januari 1984 in Calcutta (India).

## Wedstrijden
| № | Plaats   | Datum           | Competitie        | Wedstrijd          | Uitslag |
| - | -------- | --------------- | ----------------- | ------------------ | ------- |
| 1 | Calcutta | 20 januari 1984 | Vriendschappelijk | Argentinië − China | 0 − 1   |

## Samenvatting
| Competitie        | Totaal gespeeld | Winst Argentinië | Gelijk | Winst China | Doelsaldo Argentinië – China |
| ----------------- | --------------- | ---------------- | ------ | ----------- | ---------------------------- |
| Vriendschappelijk | 1               | 0                | 0      | 1           | 0 − 1                        |
| Totaal            | 1               | 0                | 0      | 1           | 0 − 1                        |

Wedstrijden bepaald door strafschoppen worden, in lijn met de FIFA, als een gelijkspel gerekend.